# Александровский район (Оренбургская область)
Алекса́ндровский райо́н — административно-территориальная единица (район) и муниципальное образование (муниципальный район) в Оренбургской области России.
Административный центр — село Александровка.

## География
Александровский район расположен в западной части Оренбургской области. Площадь территории — 3,1 тыс. км². Полезные ископаемые: месторождения нефти (Благодаровско-Когановская группа и Соболевское) и месторождение кирпичных глин (Каменское). Александровский район граничит: с севера — с Пономаревским районом, на востоке — с Шарлыкским и Октябрским районами, на юге — с Переволоцким районом, на западе — с Новосергиевским и Красногвардейским районами области.

## История
Дата образования района — 20 января 1935 года. Большая часть района входила в состав Ток-Суранского кантона (Ток-Чуранского) Автономной Башкирской Республики с ноября 1917 по октябрь 1924 года.

## Население
| 2002    | 2003    | 2004    | 2009    | 2010    | 2012    | 2013    | 2014    | 2015    |
| ------- | ------- | ------- | ------- | ------- | ------- | ------- | ------- | ------- |
| 19 962  | ↘19 900 | ↘19 800 | ↘19 225 | ↘15 702 | ↘15 377 | ↘15 224 | ↘15 071 | ↘14 750 |
| 2016    | 2017    | 2018    | 2019    | 2020    | 2021    |         |         |         |
| ↘14 536 | ↘14 250 | ↘14 028 | ↘13 846 | ↘13 532 | ↘13 311 |         |         |         |

### Национальный состав
По итогам переписи населения 2020 года: русские — 65 %, татары  — 15,2 %, башкиры - 10,6 %, казахи - 1,7 %, мордва - 1,1 %, немцы - 1,1 %.
По переписи 2010 года: русские (61,6 %), татары — (16,8 %), башкиры (10,7 %) и другие. Башкирские населённые пункты — Каяпкулово, Курпячево, Кутучево, Канчирово, Актыново, Исянгильдино. Татарские населённые пункты — Якут, Султакай, Тукай, Яфарово, Комсомольский.

## Территориальное устройство
Александровский район как административно-территориальная единица области включает 14 сельсоветов. В рамках организации местного самоуправления, Александровский муниципальный район включает соответственно 14 муниципальных образований со статусом сельских поселений (сельсоветов):
| №  | Муниципальное образование  | Административный центр | Количество населённых пунктов | Население (чел.) | Площадь (км²) |
| -- | -------------------------- | ---------------------- | ----------------------------- | ---------------- | ------------- |
| 1  | Александровский сельсовет  | село Александровка     | 3                             | ↘4546            | 238,89        |
| 2  | Георгиевский сельсовет     | село Георгиевка        | 4                             | ↘369             | 164,10        |
| 3  | Добринский сельсовет       | село Добринка          | 4                             | ↘664             | 204,15        |
| 4  | Ждановский сельсовет       | село Ждановка          | 6                             | ↘1818            | 337,45        |
| 5  | Зелёнорощинский сельсовет  | село Зелёная Роща      | 4                             | ↘605             | 216,41        |
| 6  | Каликинский сельсовет      | село Каликино          | 3                             | ↘531             | 218,44        |
| 7  | Марксовский сельсовет      | посёлок Марксовский    | 5                             | ↘588             | 317,30        |
| 8  | Новомихайловский сельсовет | село Новомихайловка    | 3                             | ↘564             | 150,72        |
| 9  | Романовский сельсовет      | посёлок Романовский    | 4                             | ↘619             | 265,41        |
| 10 | Султакаевский сельсовет    | село Султакай          | 3                             | ↘470             | 156,56        |
| 11 | Тукаевский сельсовет       | село Тукай             | 2                             | ↘535             | 144,69        |
| 12 | Хортицкий сельсовет        | село Хортица           | 8                             | ↘1186            | 363,00        |
| 13 | Чебоксаровский сельсовет   | село Чебоксарово       | 3                             | ↘279             | 134,71        |
| 14 | Яфаровский сельсовет       | село Яфарово           | 2                             | ↘475             | 147,70        |

### Населённые пункты
В Александровском районе 54 населённых пункта.
| №  | Населённый пункт | Тип     | Население | Муниципальное образование  |
| -- | ---------------- | ------- | --------- | -------------------------- |
| 1  | Актыново         | село    | 98        | Новомихайловский сельсовет |
| 2  | Александровка    | село    | ↗4185     | Александровский сельсовет  |
| 3  | Архангеловка     | село    | 0         | Добринский сельсовет       |
| 4  | Буранный         | посёлок | 266       | Александровский сельсовет  |
| 5  | Гавриловка       | село    | 69        | Романовский сельсовет      |
| 6  | Георгиевка       | село    | 286       | Георгиевский сельсовет     |
| 7  | Дальний          | посёлок | 44        | Каликинский сельсовет      |
| 8  | Дмитриевка       | село    | 291       | Марксовский сельсовет      |
| 9  | Добринка         | село    | 530       | Добринский сельсовет       |
| 10 | Ждановка         | село    | 1143      | Ждановский сельсовет       |
| 11 | Загорский        | посёлок | 236       | Добринский сельсовет       |
| 12 | Зелёная Роща     | село    | 268       | Зелёнорощинский сельсовет  |
| 13 | Исянгильдино     | село    | 297       | Новомихайловский сельсовет |
| 14 | Каликино         | село    | 561       | Каликинский сельсовет      |
| 15 | Каменка          | село    | 417       | Ждановский сельсовет       |
| 16 | Канцеровка       | село    | 56        | Хортицкий сельсовет        |
| 17 | Канчирово        | село    | 173       | Зелёнорощинский сельсовет  |
| 18 | Каяпкулово       | село    | 122       | Георгиевский сельсовет     |
| 19 | Комсомольский    | посёлок | 152       | Яфаровский сельсовет       |
| 20 | Курпячево        | село    | 121       | Георгиевский сельсовет     |
| 21 | Курский          | посёлок | 5         | Марксовский сельсовет      |
| 22 | Кутучево         | село    | 248       | Зелёнорощинский сельсовет  |
| 23 | Майский          | посёлок | 102       | Султакаевский сельсовет    |
| 24 | Малая Добринка   | село    | 35        | Хортицкий сельсовет        |
| 25 | Марксовский      | посёлок | 417       | Марксовский сельсовет      |
| 26 | Мирный           | посёлок | 43        | Хортицкий сельсовет        |
| 27 | Михайловка       | село    | 69        | Добринский сельсовет       |
| 28 | Николаевка       | село    | 23        | Ждановский сельсовет       |
| 29 | Новодмитриевка   | село    | 53        | Романовский сельсовет      |
| 30 | Новомихайловка   | село    | 275       | Новомихайловский сельсовет |
| 31 | Новоникитино     | село    | 160       | Каликинский сельсовет      |
| 32 | Новоникольское   | село    | 295       | Ждановский сельсовет       |
| 33 | Новоспасское     | село    | 124       | Ждановский сельсовет       |
| 34 | Озёрка           | село    | 99        | Хортицкий сельсовет        |
| 35 | Петровка         | село    | 545       | Хортицкий сельсовет        |
| 36 | Подгорный        | посёлок | 176       | Александровский сельсовет  |
| 37 | Романовский      | посёлок | 430       | Романовский сельсовет      |
| 38 | Рощепкино        | село    | 24        | Георгиевский сельсовет     |
| 39 | Самарский        | посёлок | 31        | Марксовский сельсовет      |
| 40 | Северный         | посёлок | 260       | Романовский сельсовет      |
| 41 | Стрелецк         | село    | 0         | Чебоксаровский сельсовет   |
| 42 | Султакай         | село    | 393       | Султакаевский сельсовет    |
| 43 | Тукай            | село    | 581       | Тукаевский сельсовет       |
| 44 | Украинка         | село    | 41        | Хортицкий сельсовет        |
| 45 | Успенка          | село    | 85        | Чебоксаровский сельсовет   |
| 46 | Фёдоровка        | село    | 233       | Ждановский сельсовет       |
| 47 | Хортица          | село    | 688       | Хортицкий сельсовет        |
| 48 | Чебоксарово      | село    | 295       | Чебоксаровский сельсовет   |
| 49 | Шар              | посёлок | 74        | Хортицкий сельсовет        |
| 50 | Энгельс          | посёлок | 0         | Марксовский сельсовет      |
| 51 | Южный            | посёлок | 75        | Тукаевский сельсовет       |
| 52 | Юртаево          | село    | 127       | Султакаевский сельсовет    |
| 53 | Якут             | село    | 69        | Зелёнорощинский сельсовет  |
| 54 | Яфарово          | село    | 509       | Яфаровский сельсовет       |

Упраздненные населенные пункты
13 ноября 1997 года были упразднены село Дуванка и поселок Октябрьский.

## Экономика
Экономический потенциал района строится на развитии сельского хозяйства: в районе развиты растениеводство, мясомолочное скотоводство, овцеводство и свиноводство. Действуют 3 акционерных общества, 14 колхозов и обществ с ограниченной ответственностью, 10 сельхозкооперативов и 311 крестьянских хозяйств.